# Wuchiapingien
Stratigraphie
Capitanien Changhsingien
Guadalupien
Le Wuchiapingien /wučʰjapʰiŋjẽ/ (de 259,51 ±0,21 à 254,14 ± 0,07 millions d'années) est le premier étage géologique du Lopingien dans le système du Permien,. Il doit son nom au site de Wuchiaping (吴家坪, Wújiāpíng selon la transcription pinyin) près de Hanzhong dans la province chinoise du Shaanxi. Il est aussi connu sous les dénominations de Wujiapingien, Djulfien, Dzhulfien, ou Kazanien.

## Stratigraphie
Le sommet du Capitanien (qui est aussi la base de la série du Wuchiapingien et de l'étage du Lopingien) est défini comme la place dans les enregistrements stratigraphiques où Clarkina postbitteri postbitteri fait son apparition.
Le sommet du Wuchiapingien (qui est aussi la base du Changhsingien) est placé à la première apparition de l'espèce de conodontes Clarkina wangi.
| Période     | Époque        | Étage         | Âge (Ma)       |
| ----------- | ------------- | ------------- | -------------- |
| Trias       | inférieur     | Induen        | plus récent    |
| Permien     | Lopingien     | Changhsingien | 251,902–254,14 |
| Permien     | Lopingien     | Wuchiapingien | 254,14–259,51  |
| Permien     | Guadalupien   | Capitanien    | 259,51–264,28  |
| Permien     | Guadalupien   | Wordien       | 264,28–266,9   |
| Permien     | Guadalupien   | Roadien       | 266,9–273,01   |
| Permien     | Cisuralien    | Koungourien   | 273,01–        |
| Permien     | Cisuralien    | Artinskien    | –290,1         |
| Permien     | Cisuralien    | Sakmarien     | 290,1–293,52   |
| Permien     | Cisuralien    | Assélien      | 293,52–298,9   |
| Carbonifère | Pennsylvanien | Gzhélien      | plus ancien    |